# Özünlə apar
Özünlə apar – singel azerskiego piosenkarza Fahree z gościnnym udziałem İlkina Dövlətova, wydany 15 marca 2024 roku nakładem wytwórni BEAT Music. Utwór  reprezentował Azerbejdżan w 68. Konkursie Piosenki Eurowizji (2024).
27 kwietnia 2024 na kanale Eurovision Song Contest ukazał się oficjalny teledysk do piosenki.

## Lista utworów
| Digital download / media strumieniowe | Digital download / media strumieniowe | Digital download / media strumieniowe |
| Nr                                    | Tytuł utworu                          | Długość                               |
| ------------------------------------- | ------------------------------------- | ------------------------------------- |
| 1.                                    | „Özünlə Apar”                         | 3:02                                  |